# Odontobutis platycephala
Odontobutis platycephala — вид риб родини головешкових (Odontobutidae). Прісноводна бентопелагічна субтропічна риба, є ендеміком Південної Кореї.